# Josep Cristófol i Rovira
Josep Cristófol i Rovira (La Pobla de Lillet, 30 juliol 1885; La Pobla de Lillet, 12 desembre 1955) fou un compositor, instrumentista i director.

## Biografia
Josep Cristófol inicià la seva carrera musical als 14 anys tocant en una orquestra la que fou la primera orquesta poblatana dirigida per Joan Casanovas. Posteriorment, tocà en La Moderna Poblatana la qual s'anomenà com La Joventut Poblatana l'any 1911. En La Joventut Poblatana, en Josep tocà el clarinet II. Anys més tard, s'incorporà en Nova Harmonia la qual també tingué un canvi de nom; finalment s'anomenà com La Principal del Berguedà. Al mateix moment també hagué el moment de transformació d'orquestra a cobla.
Fou molt probable que Josep Cristófol es dedicà a ensenyar als seus companys a tocar instruments de cobla. A més a més, també és possible que Josep fos el principal motiu perquè l'orquestra es canviés a cobla. La seva influència fou notable en la introducció de la sardana a Berga i possiblement també a la Catalunya Nord. Fou un impulsor de la renovació sardanística que va experimentar a Catalunya a principis del segle XX.
Durant la Guerra Civil s'exilià a França i s'estigué en una companyia d'avions. Després de l'alliberació, Josep tornà a l'escena musical sardanística tocant amb la Cobla Perpinyà.
En Josep deixà un llegat de sardanes, vals i massurques. Entre les seves obres destaquen La Queraltina i La Reina de la Vall de Lillet. Aquestes dues obres s'estrenaren de la mà de la cobla Montgrins.

## Obra
En els arxius de Musics per la Cobla tenen enregistrades obres sardanístiques de Josep Cristófol encara que hi ha obres que no se saben amb certesa la datació.
- Fadrinalla. Sardana per a cobla. 1909?
- La Font del Pla. Sardana per a piano.
- La futbolística. Sardana per a piano.
- La Jove del Mas. Sardana per a cobla.
- Joventut. Sardana per a cobla. 1909?
- Les nenes de La Pobla de Lillet. Sardana per a cobla. 1926.
- La paraire. Sardana per a cobla.
- La Queraltina. Sardana per a cobla. 1924.
- Reina de la Vall de Llillet. Sardana per a cobla.
- La Reina de la Vall de Lillet. Sardana per a cor a cappella.
- Repics de glòria. Sardana per a cobla. 1910?
- Roses i clavells. Sardana per a cobla. 1910?